# 25 nivôse
25 frimaire 25 pluviôse
Le quintidi 25 nivôse, officiellement dénommé jour du chat, est le 115e jour de l'année du calendrier républicain.
C'était généralement le 14e jour du mois de janvier dans le calendrier grégorien.

## Événements
- An V : 14 janvier 1797
  - Bataille de Rivoli en Italie